# Baiyankamys
Baiyankamys is een geslacht van Nieuw-Guinese knaagdieren dat behoort tot de Hydromys-groep binnen de tribus Hydromyini van de onderfamilie muizen en ratten van de Oude Wereld (Murinae). Er bestaan twee nauw verwante soorten van: de bergbeverrat (Baiyankamys habbema) en Baiyankamys shawmayeri. Ze komen voor in de meren, rivieren en stroompjes van de bergregenwouden van de Centrale Cordillera van Nieuw-Guinea, meestal boven 2000 m, maar soms tot 1500 m. Ze werden nog tot 2005 als een deel van het geslacht Hydromys gezien, maar in 2005 zijnze in een apart geslacht geplaatst.
Ze zijn grijs en hebben en zachte vacht. Verder hebben ze een staart die veel langer is dan de kop en de romp, terwijl hij bij Hydromys-soorten ongeveer even lang is. Verder verschillen ze van Hydromys in een aantal kenmerken van de schedel en de tanden. Die kenmerken worden echter, allemaal, gedeeld met Crossomys, een ander Nieuw-Guinees geslacht uit de Hydromyini. Enkele andere kenmerken (waaronder langere achtervoeten en grotere kiezen) verschillen ook tussen Hydromys en Baiyankamys. Waarschijnlijk is Crossomys de nauwste verwant van Baiyankamys.
De oorspronkelijke beschrijving van Baiyankamys shawmayeri door Hinton was niet vrij van problemen, doordat het "holotype" in feite bestond uit een kaak van Rattus niobe en andere delen van B. shawmayeri. Later is de echte kaak van het holotype weer teruggevonden. Daardoor vielen de meeste verschillen die Hinton oorspronkelijk gaf tussen Hydromys habbema Tate & Archbold, 1941 en B. shawmayeri weg. In 1993 zijn ze op basis van andere kenmerken weer tot zelfstandige soorten verheven.
De beide soorten leven waarschijnlijk in holen langs de waterzijde en eten allerlei aquatische ongewervelden (onder andere insecten) en ook kleine gewervelden, zoals kikkers.
De verspreidingen van de beide soorten sluiten niet op elkaar aan: de bergbeverrat komt voor in een klein gebied in de Snow Mountains in westelijk Papoea, op 2800 tot 3600 m, terwijl de andere soort, B. shawmayeri, wijdverspreid is in de bergen van Papoea-Nieuw-Guinea, van de Doma Peaks tot Mount Kaindi, op 1500 tot 3600 m. De plaatsen daartussenin zijn relatief goed bestudeerd, zodat het waarschijnlijk is dat de afwezigheid van Baiyankamys daar niet door te weinig onderzoek komt, maar echt is. Een dergelijke afwezigheid in delen van de Nieuw-Guinese bergen is ook bekend van bepaalde vogels.